# Prepona miranda
Prepona miranda är en fjärilsart som beskrevs av Otto Staudinger 1885 . Prepona miranda ingår i släktet Prepona och familjen praktfjärilar. Inga underarter finns listade i Catalogue of Life.